# Al-Rasheed SC

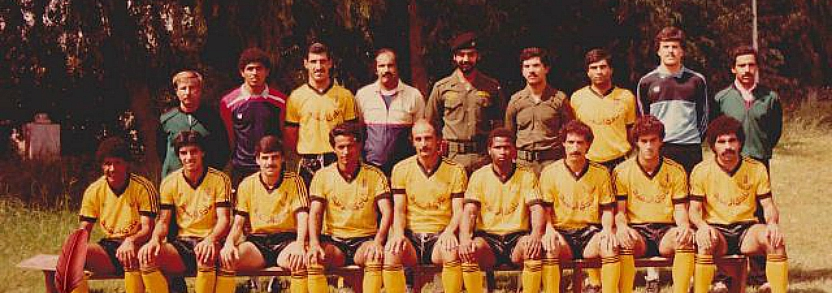
El Al-Rasheed de la temporada 1984–85 con Uday y Qusay Hussein.

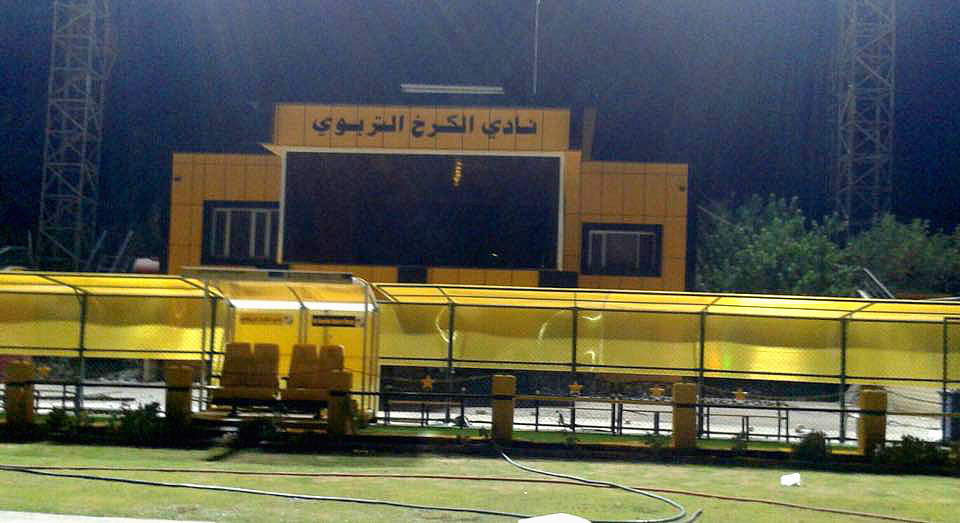
Al-Karkh Stadium de noche en 2014.

Al-Rasheed SC (en árabe: نادي الرشيد الرياضي‎) fue un equipo de fútbol de Irak que alguna vez jugó en la Liga Premier de Irak, primera división de fútbol en el país.

## Historia
Fue fundado el 23 de noviembre de 1983 en la localidad de Karkh de la capital Bagdad por Uday Hussein, el hijo del presidente Saddam Hussein.
En su primer año de existencia consigue el ascenso a la Liga Premier de Irak como campeón de la segunda categoría, y en su año de debut logra ganar el título de liga, pero no fue un torneo oficial luego de que la liga fuera abandonada en esa temporada.
El club juega en la Copa de Clubes de Asia 1985, su primer torneo internacional, pero fue eliminado en la segunda ronda. En la temporada 1986/87 logra ganar el título de liga por primera vez, así como la Copa de Irak, logrando la clasificación para la Copa de Clubes de Asia 1987, en donde quedó eliminado en la fase de grupos.
En la temporada 1987/88 el equipo vuelve a ganar el título de liga y de copa, repitiendo el título de liga en la siguiente temporada, con lo que se convirtió en el primer equipo de Irak en ser campeón nacional en tres ocasiones.
El 18 de agosto de 1990 el Comité Olímpico Iraquí decidió disolver al equipo y transferir todas sus propiedades al Al-Karkh SC, así como su lugar en la Liga Premier de Irak por mandato del entonces presidente de Irak Saddam Hussein debido a que el club no era popular y que los aficionados no los apoyaban.

## Palmarés

### Títulos nacionales
- Iraqi Premier League (3): 1986-87, 1987-88, 1988-89.
- Iraq Division One (1): 1983-84.
- Iraq FA Cup (2): 1986-87, 1987-88.
- Al-Muthabara Cup (1): 1986.
- Al-Rasheed Cup (1): 1984-85.

### Títulos amistosos
- Arab Club Champions Cup (3): 1985, 1986, 1987.
- Saddam International Cup (1): 1986.[7]

## Temporadas
| Año     | Liga               | Copa        | Super Copa     |
| ------- | ------------------ | ----------- | -------------- |
| 1983–84 | Promovido (Div. 1) | -           | Inició en 1986 |
| 1984–85 | no terminó         | no terminó  | Inició en 1986 |
| 1985–86 | Subcampeón         | no se jugó  | Campeón        |
| 1986–87 | Campeón            | Campeón     | no se jugó     |
| 1987–88 | Campeón            | Campeón     | no se jugó     |
| 1988–89 | Campeón            | Semifinales | no se jugó     |
| 1989–90 | Subcampeón         | 1/16        | no se jugó     |

## Jugadores

### Jugadores destacados
| - Ahmed Radhi - Adnan Dirjal | - Samir Shaker - Haris Mohammed | - Habib Jafar - Laith Hussein |

## Entrenadores

### Entrenadores destacados
- Ammo Baba